# Shenzhen Open 2017 - Qualificazioni singolare
Le qualificazioni del singolare dello Shenzhen Open 2017 sono state un torneo di tennis preliminare per accedere alla fase finale della manifestazione. Le vincitrici dell'ultimo turno sono entrate di diritto nel tabellone principale. In caso di ritiro di una o più giocatrici aventi diritto a queste sono subentrate le lucky loser, ossia le giocatrici che hanno perso nell'ultimo turno ma che avevano una classifica più alta rispetto alle altre partecipanti che avevano comunque perso nel turno finale.

## Teste di serie
1. Risa Ozaki (primo turno)
2. Sara Sorribes Tormo (primo turno)
3. Patricia Maria Tig (primo turno)
4. Ekaterina Aleksandrova (primo turno)

1. Han Xinyun (primo turno)
2. Stefanie Vögele (qualificata)
3. Ana Bogdan (ultimo turno, Lucky loser)
4. Chang Kai-chen (qualificata)

## Qualificate
1. Chang Kai-chen
2. Ons Jabeur

1. Nina Stojanović
2. Stefanie Vögele

### Lucky Loser
1. Liu Fangzhou

1. Ana Bogdan

## Tabellone

### Legenda
| - Q = Qualificato - WC = Wild card - LL = Lucky loser | - ALT = Alternate - SE = Special Exempt - PR = Protected Ranking | - w/o = Walkover - r = Ritirato - d = Squalificato |

### Sezione 1
|  | Primo turno | Primo turno           | Primo turno | Primo turno | Primo turno |  |  | Ultimo turno | Ultimo turno          | Ultimo turno          | Ultimo turno | Ultimo turno |  |
|  |             |                       |             |             |             |  |  |              |                       |                       |              |              |  |
|  | 1           | Risa Ozaki            | 7           | 4           | 1           |  |  |              |                       |                       |              |              |  |
|  |             | Anastasija Pivovarova | 65          | 6           | 6           |  |  |              | Anastasija Pivovarova | Anastasija Pivovarova | 2            | 4            |  |
|  |             | Isabella Šinikova     | 6           | 5           | 65          |  |  | 8            | Chang Kai-chen        | Chang Kai-chen        | 6            | 6            |  |
|  | 8           | Chang Kai-chen        | 2           | 7           | 7           |  |  |              |                       |                       |              |              |  |

### Sezione 2
|  | Primo turno | Primo turno         | Primo turno         | Primo turno | Primo turno |  |  | Ultimo turno | Ultimo turno | Ultimo turno | Ultimo turno | Ultimo turno |  |
|  |             |                     |                     |             |             |  |  |              |              |              |              |              |  |
|  | 2           | Sara Sorribes Tormo | Sara Sorribes Tormo | 0           | 3           |  |  |              |              |              |              |              |  |
|  |             | Ons Jabeur          | Ons Jabeur          | 6           | 6           |  |  | Ons Jabeur   | Ons Jabeur   | Ons Jabeur   | 6            | 6            |  |
|  |             | Liu Fangzhou        | 6                   | 4           | 7           |  |  | Liu Fangzhou | Liu Fangzhou | Liu Fangzhou | 2            | 2            |  |
|  | 5           | Han Xinyun          | 1                   | 6           | 5           |  |  |              |              |              |              |              |  |

### Sezione 3
|  | Primo turno | Primo turno        | Primo turno  | Primo turno | Primo turno |  |  | Ultimo turno | Ultimo turno    | Ultimo turno | Ultimo turno | Ultimo turno |  |
|  |             |                    |              |             |             |  |  |              |                 |              |              |              |  |
|  | 3           | Patricia Maria Tig | 7            | 3           | 4           |  |  |              |                 |              |              |              |  |
|  |             | Nina Stojanović    | 63           | 6           | 6           |  |  |              | Nina Stojanović | 65           | 6            | 6            |  |
|  | WC          | Tang Qianhui       | Tang Qianhui | 2           | 2           |  |  | 7            | Ana Bogdan      | 7            | 4            | 4            |  |
|  | 7           | Ana Bogdan         | Ana Bogdan   | 6           | 6           |  |  |              |                 |              |              |              |  |

### Sezione 4
|  | Primo turno | Primo turno            | Primo turno          | Primo turno | Primo turno |  |  | Ultimo turno | Ultimo turno         | Ultimo turno         | Ultimo turno | Ultimo turno |  |
|  |             |                        |                      |             |             |  |  |              |                      |                      |              |              |  |
|  | 4           | Ekaterina Aleksandrova | 3                    | 6           | 3           |  |  |              |                      |                      |              |              |  |
|  |             | Anastasiya Komardina   | 6                    | 3           | 6           |  |  |              | Anastasiya Komardina | Anastasiya Komardina | 3            | 2            |  |
|  | Alt         | Veronika Kudermetova   | Veronika Kudermetova | 5           | 5           |  |  | 6            | Stefanie Vögele      | Stefanie Vögele      | 6            | 6            |  |
|  | 6           | Stefanie Vögele        | Stefanie Vögele      | 7           | 7           |  |  |              |                      |                      |              |              |  |